# Bee (Nebraska)
Pour les articles homonymes, voir Bee.
Bee est un village de l'État américain du Nebraska, située dans le Seward. Selon le recensement de 2010, sa population est de 191 habitants.